# Zubehör zum Super Nintendo Entertainment System
Zum Super Nintendo Entertainment System (SNES) gibt es diverses Zubehör.

## Weltweit veröffentlichtes Zubehör

### Super Game Boy
Hauptartikel: Super Game Boy und Super Game Boy 2
Mithilfe des Super Game Boys ist es möglich, Game-Boy-Spiele auf dem SNES zu spielen. Auf Wunsch können diese, eigentlich schwarz-weißen Spiele eingefärbt werden.
Der Super Game Boy 2 wurde zeitgleich mit der Game Boy Kamera herausgebracht. Er ist baugleich mit dem ersten Super Game Boy, verfügt aber zusätzlich über einen Game-Link-Anschluss, der die Verbindung mit einem anderen Game-Boy-System (oder Game-Boy-Drucker) für Mehrspieler-Spiele ermöglicht. Außerdem wurde das Taktproblem des ersten Models gelöst. Auf dem ersten Model liefen aufgrund der Taktung des SNES die Gameboyspiele etwas zu schnell.

### Super Scope

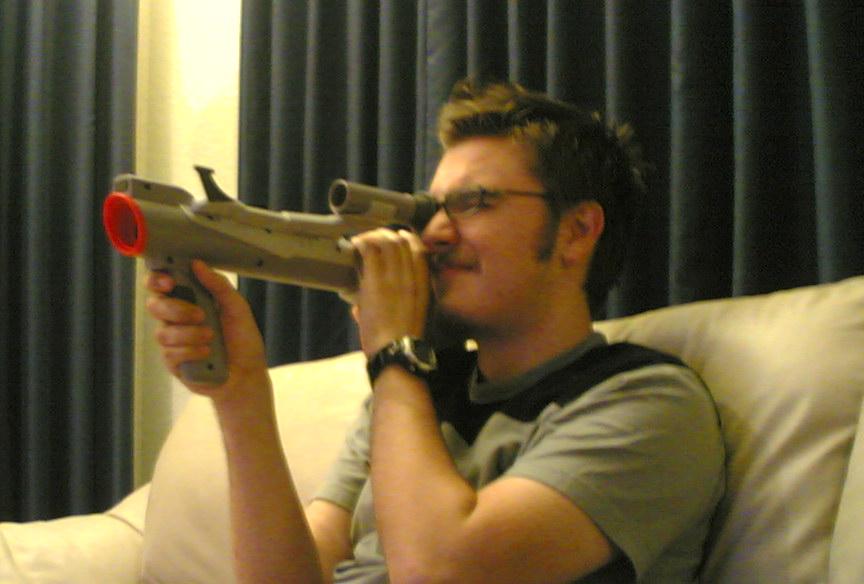
Super Scope

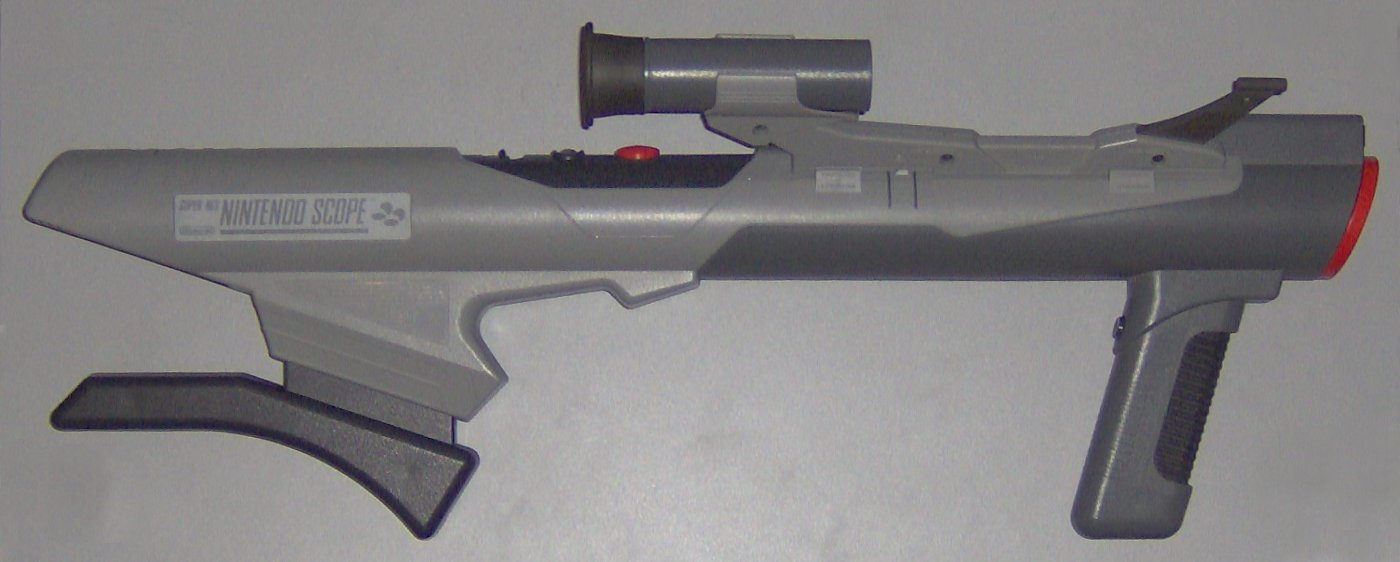

Die Super Scope war als Lightgun ein Ersatz für das Gamepad in Form eines Raketenwerfers bzw. einer Panzerfaust, die Ähnlichkeit mit dem Zapper für das Nintendo Entertainment System (NES) aufweist. 
Sie erschien 1992 in den USA sowie 1993 in Europa und Japan. In Deutschland wurde sie stattdessen nie offiziell verkauft. Das eigentliche Gerät ist kabellos und wird mit sechs Mignon-Batterien betrieben. An der Konsole wird der zugehörige Infrarot-Empfänger angeschlossen.
Der Spieler legt das Gerät beim Spielen auf die Schulter und blickt durch ein aufsetzbares Zielrohr auf den Fernsehbildschirm. Am Super Scope befinden sich drei Tasten: ein Feuer- und ein Pause-Knopf, sowie ein Cursor-Knopf am Handgriff, der allerdings nur von sehr wenigen Spielen tatsächlich verwendet wurde.
Folgende Spiele sind kompatibel mit dem Super Scope:
- Super Scope 6 (kam im Bundle mit der Super Scope) mit sechs Spielen: Blastris, Lazer Blaster, Confront, Interceptor und Mole Patrol* Battle Clash
- Bazooka Blitzkrieg
- Lamborghini American Challenge
- Metal Combat: Falcon's Revenge
- Terminator 2: The Arcade Game
- The Hunt for Red October[3]
- Tinstar
- X-Zone
- Yoshi's Safari

### Multitap

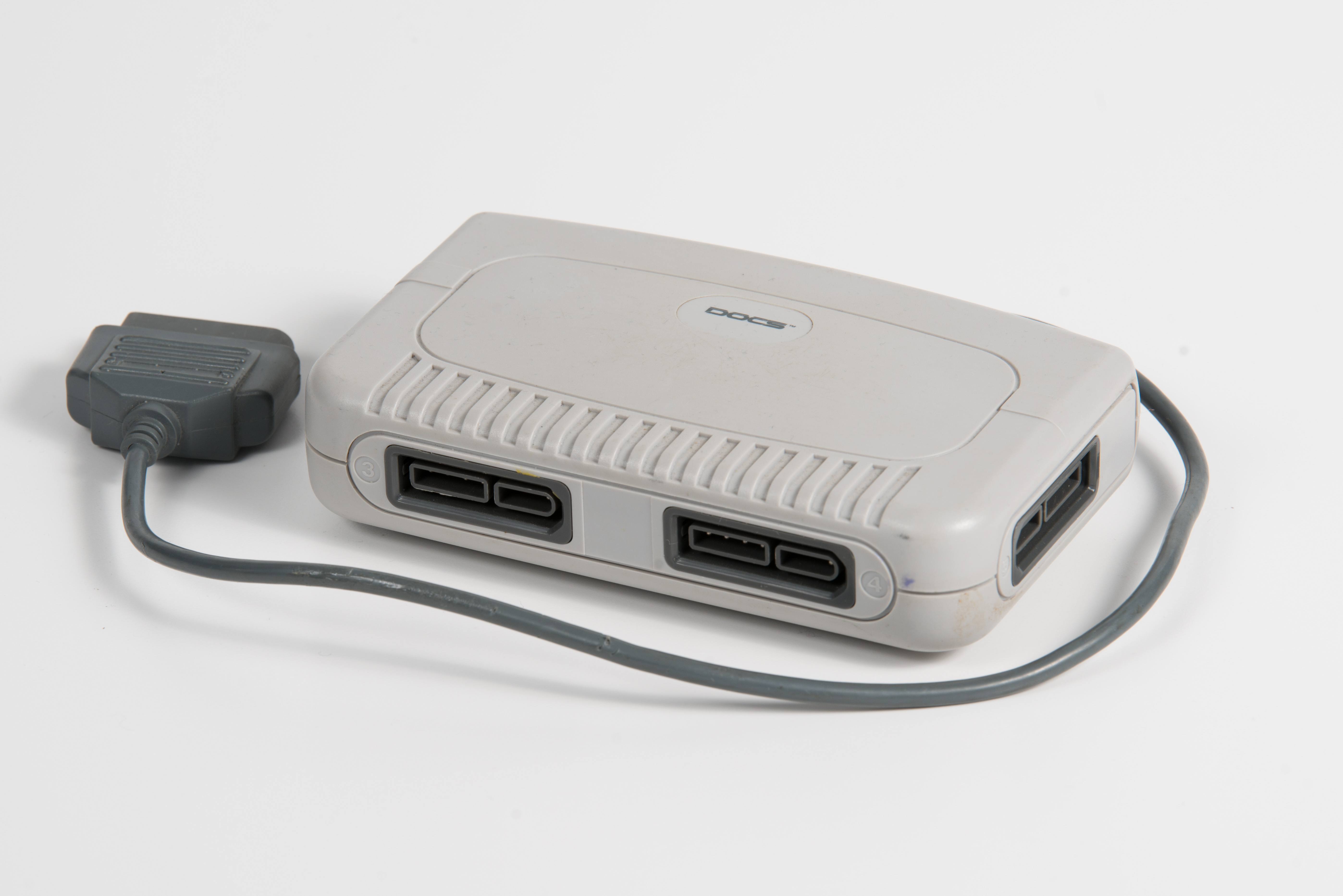
MultiTap, ermöglicht den Anschluss von 4 Controllern an einem Port

Das Super Multitap ist ein Adapter, der, an Controllerport 2 angeschlossen, den Anschluss von vier Controllern ermöglicht. Zusammen mit einem Controller an Port 1 können somit, sofern vom Spiel unterstützt, bis zu fünf Spieler gleichzeitig spielen. Das von Nintendo lizenzierte Gerät wurde vom Hersteller Hudson Soft zusammen mit Super Bomberman verkauft, später auch einzeln. Allerdings unterstützte der erste Teil nur vier Spieler gleichzeitig, erst ab Super Bomberman 3 waren fünf Spieler möglich. Später bauten auch andere Hersteller Mehrspieleradapter, der DOCS Multi-Play Adaptor zum Beispiel hat vier Anschlüsse. Die meisten der über 50 Spiele mit Multitap-Unterstützung sahen bis zu vier Spieler vor, einige auch bis zu fünf, mehr waren unüblich.
Bedeutende SNES-Spiele mit Multitap-Unterstützung:
- die komplette Super-Bomberman-Reihe (4 oder 5 Spieler)
- Micro Machines (4 Spieler)
- Secret of Mana (3 Spieler)
- Street Racer (4 Spieler Split-Screen)
- WWF Raw (4 Spieler)
- International Super Star Soccer Deluxe (4 Spieler)
- Smash Tennis (4 Spieler)

### SNES-Maus

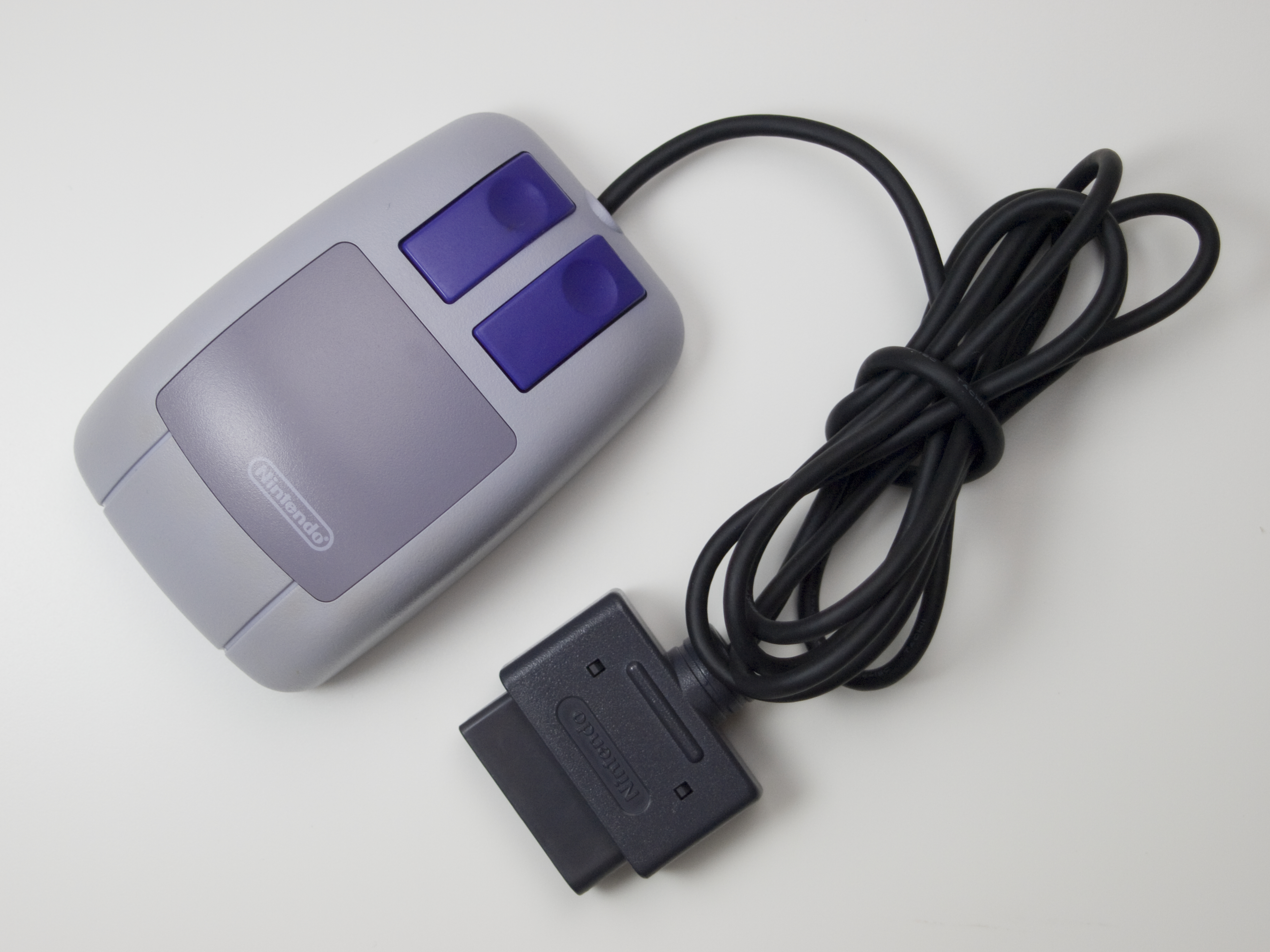
Super NES Mouse

Diese Zwei-Tasten-Maus mit Kugelmechanik wurde erstmals 1992 zusammen mit dem Musik- und Malprogramm Mario Paint ausgeliefert, konnte aber später auch separat erworben werden. Mario Paint ist gleichzeitig auch eines der wenigen wirklich bekannten Spiele, welche die SNES-Maus unterstützten, weitere Spiele mit Mausunterstützung erschienen häufig nur in Japan.
Der Super Game Boy konnte im Menu zusätzlich per Maus bedient werden, was allerdings unnötig war, da diese Funktion keinerlei neue Möglichkeiten bot und kaum komfortabler war als die Bedienung per Gamepad.
Bedeutende SNES-Spiele mit Maus-Unterstützung:
- Cannon Fodder
- Lemmings 2: The Tribes
- Mario Paint
- Populous II – Trials of the Olympian Gods

### Super Nintendo Score Master / Super-Advantage

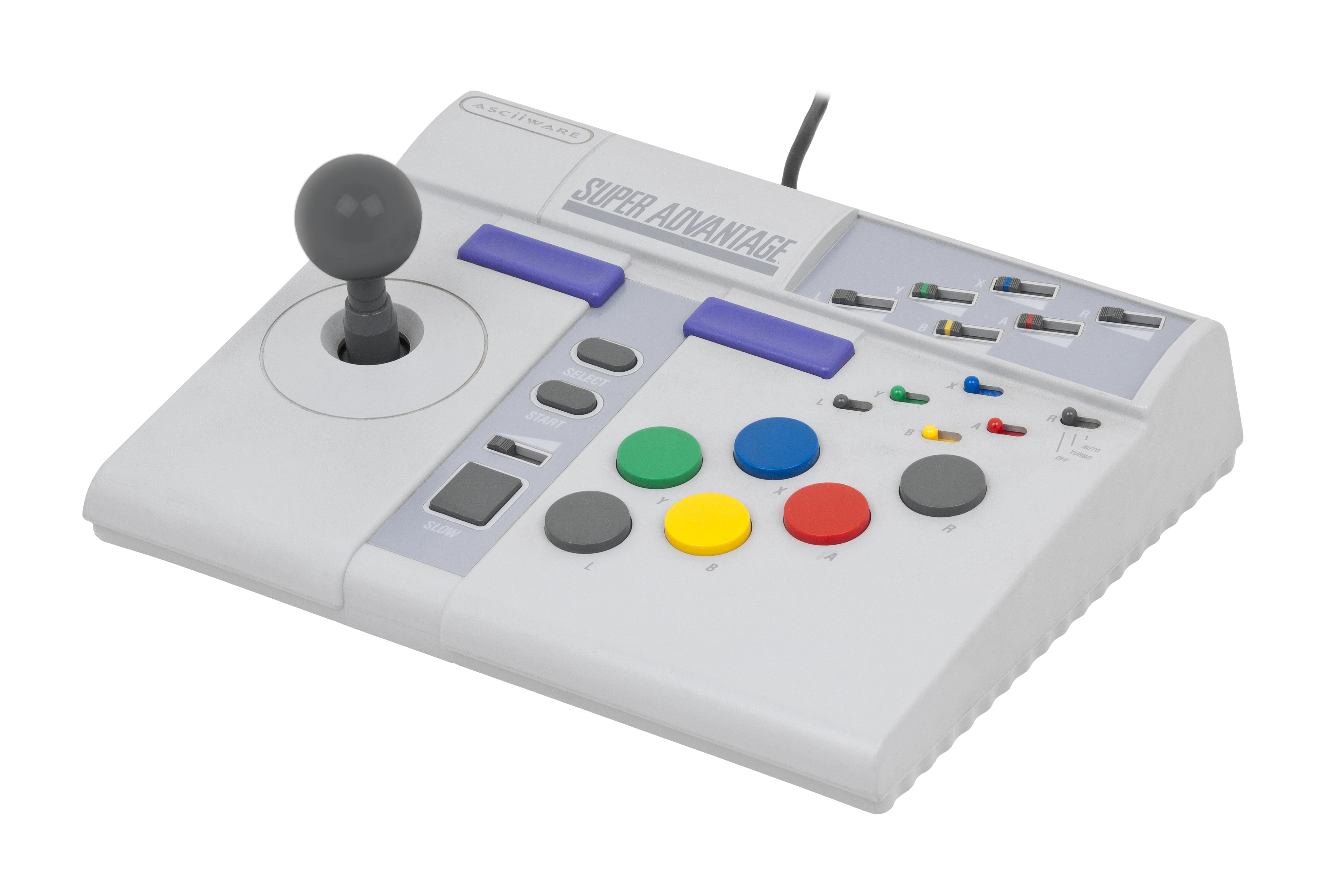
Asciiware Super-Advantage

Der Score Master von Nintendo und der offiziell lizenzierte Super-Advantage von Asciiware sind Arcade-Sticks. Das Design des Score-Master ist an das des Super-Famicom bzw. PAL-Super-NES angelehnt, der Super-Advantage ähnelt in seinem Design dem nordamerikanischen Super-NES. Der Score Master hat eine Standfläche von 26 cm × 19 cm. Aufgrund der Größe werden beide Arcade-Sticks nicht wie bei Spielcontrollern üblich in der Hand gehalten, sondern sie werden entweder auf einer geraden Fläche wie Tisch oder Boden platziert oder auf dem Schoß gehalten. Das Steuerkreuz des Standardcontrollers wird hier jeweils durch einen namensgebenden Arcade-Stick ersetzt. Des Weiteren besitzen beide Arcade-Sticks die farbigen A-, B-, X- und Y-Buttons sowie die Schulterbuttons, die sich in beiden Fällen aber nicht wie beim Joypad an der Rückseite befinden, sondern jeweils neben den farbigen Buttons angeordnet wurden. Eine Besonderheit für offizielle Nintendo Produkte ist die Reihe von Schaltern mit besonderen Funktionen: Es gibt einen Schalter um eine Zeitlupenfunktion bei Spielen einzuschalten und für jeden "Feuerknopf" lässt sich separat ein Turbo-Mode bzw. Dauerfeuer einstellen.

## Nur in Japan veröffentlichtes Zubehör

### Satellaview (BS-X)

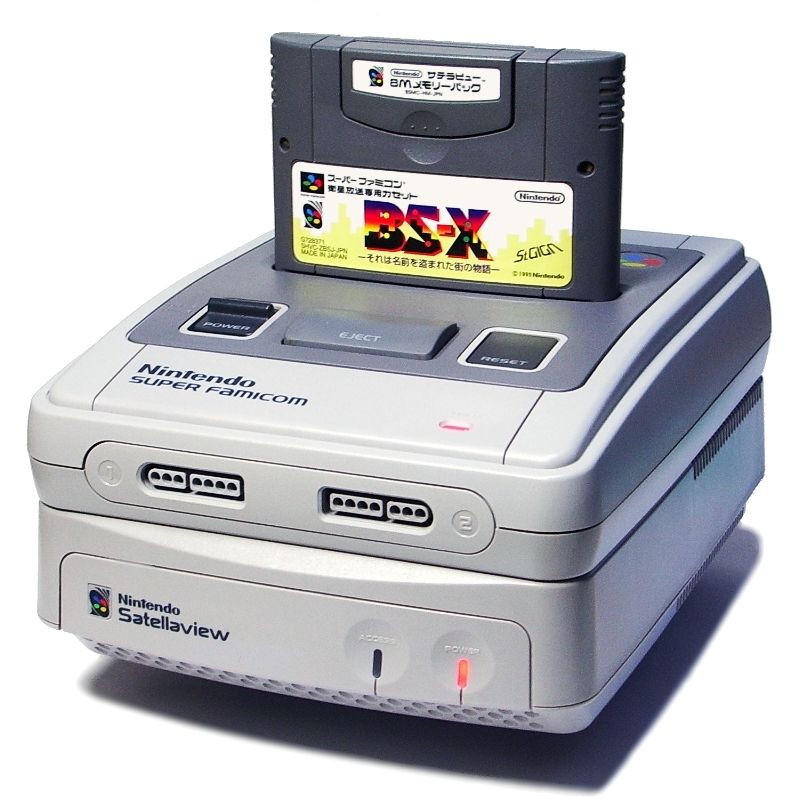

#### Allgemein
Das Satellaview (BS-X; BS steht für broadcasting satellite) ist ein Zusatzgerät, um Spiele, Demos und Informationen über einen Satelliten zu empfangen. Es erschien am 23. April 1995 ausschließlich in Japan und nutzte den Satellitensender St. GIGA. Auf dem Satellitenkanal wurden von 4 bis 7 Uhr japanischer Zeit die Daten gesendet, ansonsten lief ein normales Fernsehprogramm.
Das Hauptproblem war, dass die Daten nur zu bestimmten Uhrzeiten ausgestrahlt wurden. Man musste also im richtigen Moment das Gerät starten und konnte dann die Daten auf ein spezielles wiederbeschreibbares Flash-Modul herunterladen. Dieses Modul, die „BS-X Special Broadcast Cassette“, wurde in den Modulschacht des SNES eingesetzt und konnte vier Megabit (512 Kilobyte) an Daten speichern. Zusätzlich konnte es eine optionale acht Megabit (1024 Kilobyte) Memory Card aufnehmen.

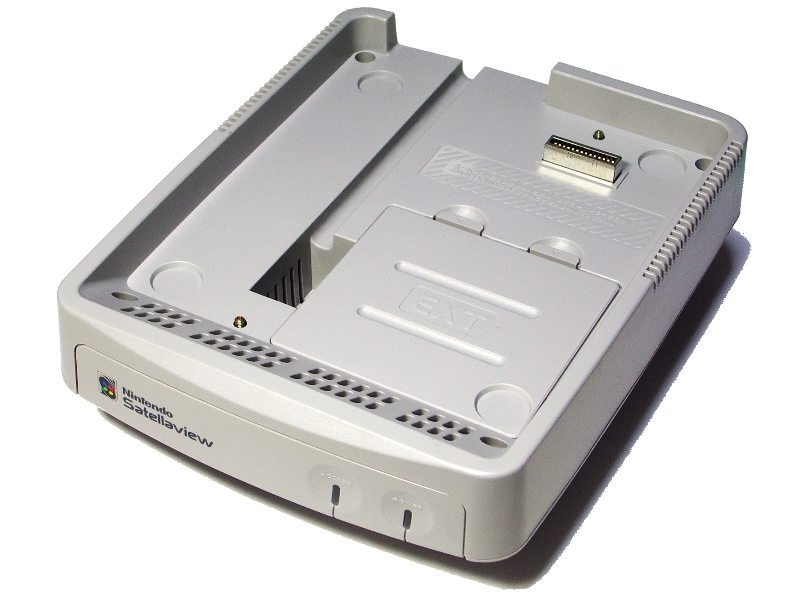
Satellaview ohne SNES

Im Satellaview befand sich eine große Vertiefung, in die ein geplantes Modem eingebaut werden sollte. Es wurde nie veröffentlicht, so dass auch keine Mehrspieler-Spiele möglich wurden.
Beim Start des Programms hatten sich noch Nintendo, Konami, Square, Taito und Data East verpflichtet, Inhalte (meist Werbung) für das Projekt zu erstellen, lediglich Nintendo und Square hielten sich jedoch an ihre Ankündigung.
Die Angebote bestanden aus vier Gruppen:
- Electronic Magazine – Hier gab es Demos und Spiele.
- Nation-wide game competition – Hier sollten Rätsel gelöst werden, und für die Zukunft waren Mehrspieler-Spiele geplant. Jedoch wurde das Satellaview kein Erfolg, weshalb das geplante Modem für Mehrspielerspiele nie erschien.
- Data Present – In dieser Abteilung gab es Cheats, Maps, Tips und andere interessante Informationen.
- Town News – Hier wurden Informationen, Nachrichten etc. verbreitet.

Das Gerät kostete 14.000 Yen, die Flash-Module kosteten zusätzliche 4.600 Yen pro Stück.

#### Spezifikationen
Das BS-X Modul des Satellaview hatte einen zusätzlichen 512-Kilobyte-RAM, um die grafische Oberfläche darstellen zu können. Dieser RAM wurde allerdings nie zu einem anderen Zweck genutzt. Zusätzlich war noch ein 8-Megabit-ROM für das Betriebssystem (BIOS) eingebaut und ein 2-Megabit-Flash-Speicher für Spielstände. 
Die Speicherkarten für das BS-X-Modul waren wiederbeschreibbar und enthielten 8 Megabit (1 Megabyte) Speicher.

#### Spiele
Hier folgt eine Liste einiger Spiele, die über das BS-X ausgestrahlt wurden:
- BS F-Zero 2 - Grand Prix (Nintendo)
- BS Zeruda/Zelda no Densetsu (BSゼルダの伝説) (Nintendo)
- BS Zeruda/Zelda no Densetsu: Inishie no Sekiban (BSゼルダの伝説 古代の石盤) (Nintendo)
- BS Super Mario Bros. 3 (Nintendo)
- BS Super Mario Bros USA (Nintendo)
- Wrecking Crew '98 (Nintendo)
- Excite Bike (Nintendo)
- BS Dr. Mario (Nintendo)
- BS Cu on Pa
- BS Golf Out
- BS Marvelous
- BS Chrono Trigger Character Library (Square)
- BS Chrono Trigger Jet Bike Special (Square)
- BS Let's Pachinko
- BS Shubimano
- BS Special Tee Shot (Nintendo)
- BS Sutte Hakkun (Nintendo)
- BS Dragon Quest (Enix)
- BS Famicom Wars
- BS Panel de Pon – Event Version (Nintendo)
- BS Panel de Pon – Event Version 2 (Nintendo)
- BS Panel de Pon – Event ’98 (Nintendo)
- BS Yoshi no Panepon (Nintendo)
- Treasure Conflict (Square)
- Radical Dreamers (Square)
- Dynamai Racer (Square)
- Tatoeba K-kun no Tabouna ichinichi (Square)
- Wario's Woods (Nintendo)

## Unveröffentlichtes Zubehör

### Play Station (CD-ROM-Erweiterung)

#### Geschichte
Anfang 1991 plante Nintendo, das SNES um ein CD-ROM-Laufwerk, Play Station genannt, zu erweitern. Sony hatte schon den Sound-Chip SPC700 entwickelt und sollte zunächst auch die Laufwerke liefern. Da sich die beiden Hersteller allerdings nicht über die Einzelheiten der Lizenzverträge für die Spiele einigen konnten, platzte der Vertrag. Einen Teil der entwickelten Hardware verwendete Sony im Anschluss für die Entwicklung einer eigenen Spielekonsole.
Als Nintendo nun einen Vertrag mit Philips zur Entwicklung der Laufwerke schloss, drohte Sony mit Schadensersatzforderungen, so dass Nintendo auch diesen Vertrag löste. Als Entschädigung schenkte Nintendo Philips die Rechte an den Spiele-Charakteren Mario sowie „Link“ und „Zelda“ aus The Legend of Zelda. Philips brachte daraufhin eine eigene Spielekonsole auf den Markt, das CD-i. Es erschienen vier Spiele von Philips mit den Nintendo-Charakteren, die aber alle nur mäßigen Erfolg hatten. Nintendo verwarf danach die CD-Erweiterung.

#### Technik
| Zuletzt bekannte Spezifikationen | Zuletzt bekannte Spezifikationen             |
| -------------------------------- | -------------------------------------------- |
| RAM                              | 8 MB                                         |
| Sub-Speicher                     | 1 MB                                         |
| ROM                              | 2 MB                                         |
| Co-CPU                           | 32-bit RISC                                  |
| CPU-Takt                         | 21,477 MHz                                   |
| Cache                            | 8 KB                                         |
| Zugriffszeit                     | 0,7 Sek.                                     |
| Datenübertragungsrate            | 150 oder 300 kB/s (zwischen SNES und CD-ROM) |
| Farben                           | 16,7 Millionen                               |
| CD-i kompatibel                  | ja                                           |
| PlayStation kompatibel           | ja                                           |
| Preis                            | 299 US-Dollar                                |

Äußerlich war das Gerät ähnlich geplant wie das 64DD, die entsprechende Erweiterung des Nintendo 64. Es sollte unter das eigentliche SNES gestellt werden und wahrscheinlich über ein Extra-Modul angeschlossen werden. Die eigentlichen CDs (mit einer Kapazität von 560 MB) wären in so genannten „Cartridges“ eingebaut worden, in denen ein Speicherbaustein zum Sichern von Spielständen geplant war.
Durch die Erweiterung wäre auch die Leistungsfähigkeit des SNES verbessert worden. Die CPU der Erweiterung hatte 32 Bit und war mit 21,477 MHz getaktet – die CPU des SNES hingegen lediglich mit 3,58 MHz.

## Unlizensiertes Zubehör

### Super 8/Tri-Star-Adapter
Der Super 8/Tri-Star war ein Adapter, der das Spielen von den alten NES-Spielen auf dem SNES erlaubte. Insgesamt wurden drei Arten von Modulen unterstützt, NES-Spiele (Nordamerika und Europa), Famicom-Spiele (Japan) und Spiele für das SNES und Super Famicom (Japan, Europa, Nordamerika). Der Adapter wurde von Nintendo nicht lizenziert.

### Cheat-Module

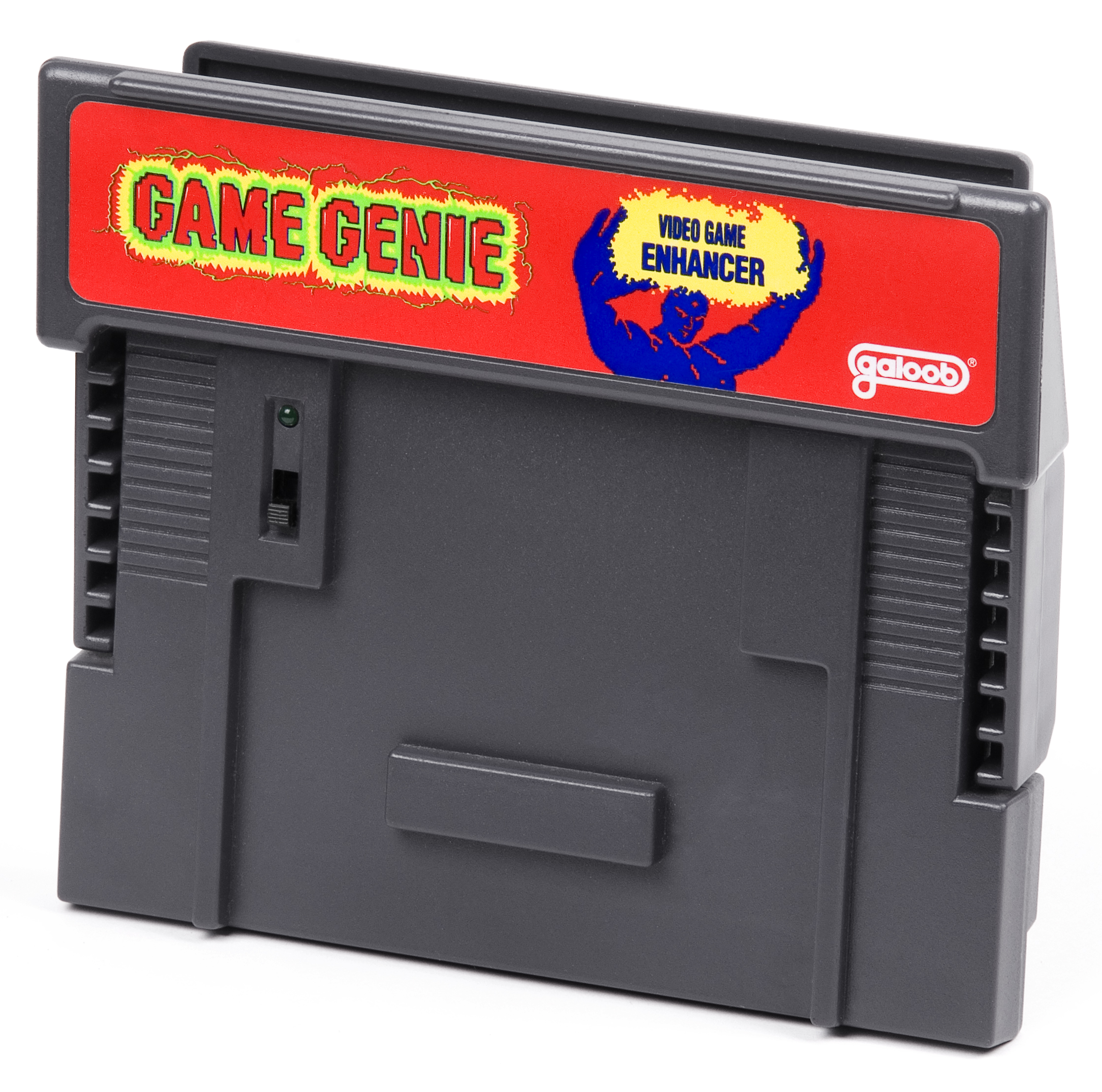
Game Genie

Es gab diverse Cheatmodule (auch Mogel-Module genannt) von anderen Herstellern, die zwischen das SNES und das eigentliche Spielmodul gesteckt wurden. Die bekanntesten sind Game Genie von Code Masters (erfolgreich auf dem nordamerikanischen Markt) und das Action Replay von Datel (erfolgreich in Europa). Sie wurden auf eine bestimmte Speicheradresse angesetzt und mit einem bestimmten zu verfälschenden Wert belegt. Wurde die entsprechende Speicheradresse abgefragt, sendete das Cheatmodul den gewünschten Wert. Cheatmmodule dieser Art entsprechen in ihrer Funktionsweise einem Trainer.

### Kopierstationen

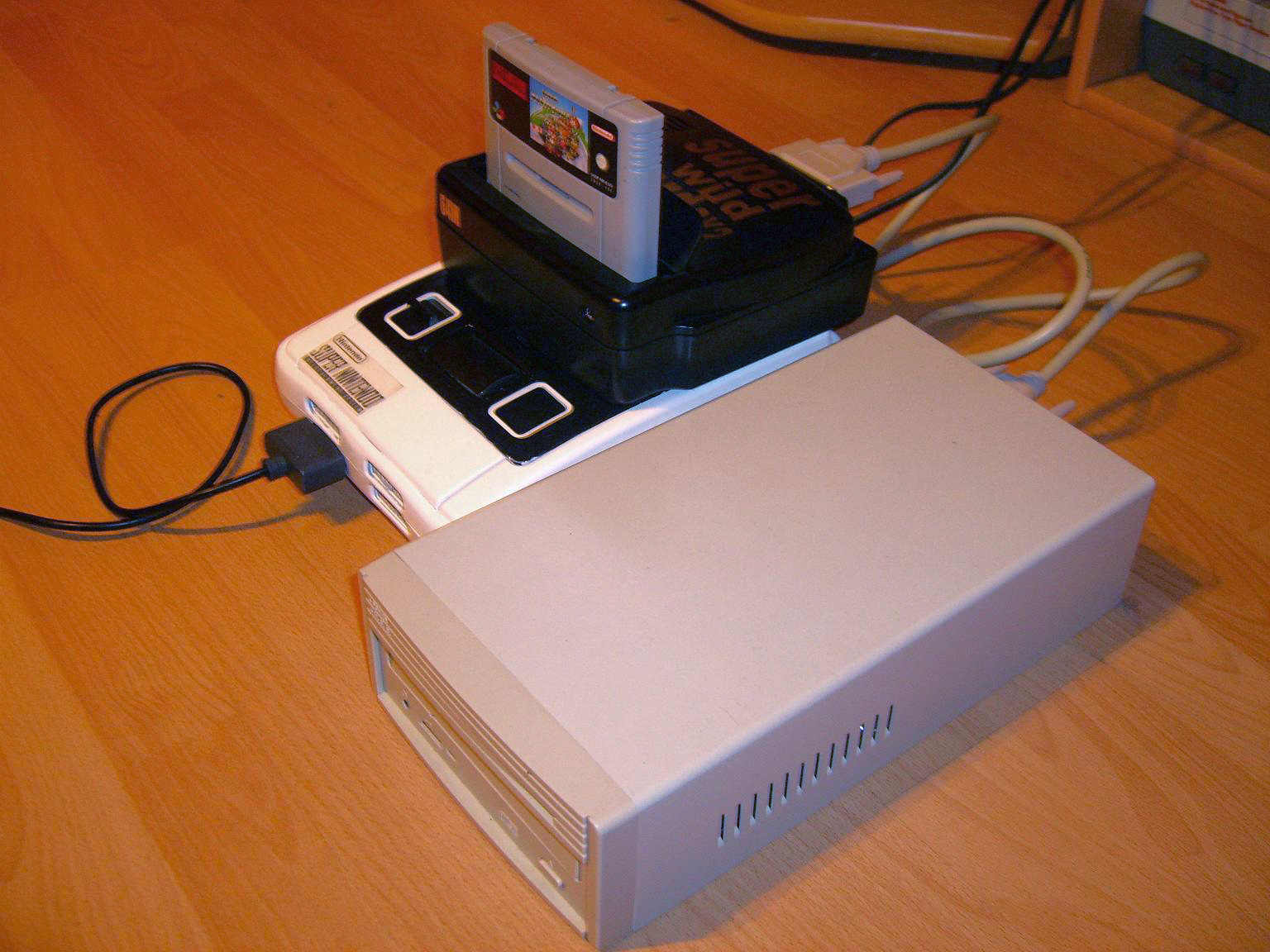
Kopierstation auf einem umgebauten SNES, daneben die CD/HDD-Erweiterung

Viele Modulkopierstationen wurden angeboten, mit denen die ROMs der Module auf 3,5-Zoll-Disketten ausgelesen werden konnten. Da die ROMs oft größer als 1,44 MB waren, konnten die Disketten auf das UMF-Format formatiert werden, womit man bis zu 12 Mbit (1,5 MB) auf einer Diskette speichern konnte. Wenn ein Spiel größer als 12 Mbit war, wurde es geteilt auf mehreren Disketten gespeichert. Disketten im UMF-Format konnten mit der Kopierstation oder einem normalen PC mit entsprechender Software verarbeitet werden, da das Dateisystem DOS-kompatibel war. Spätere Kopierstationen unterstützten auch Zip-Disk- und CD-Laufwerke sowie Festplatten. Das Aufsplitten von größeren Spielen entfiel dadurch.
Der hohe Preis für die Kopierstation (ca. 800 DM) hatte sich auf Grund der recht hohen Modulpreise von 99 bis 149 DM schon nach wenigen Kopien rentiert. Die SNES-Kopierstationen blieben jedoch, zumindest in Deutschland, eine Nischenerscheinung. Der ebenfalls für ca. 800 DM erhältliche Amiga 500 bot Spielern als Kopierstation noch etwas mehr Möglichkeiten.

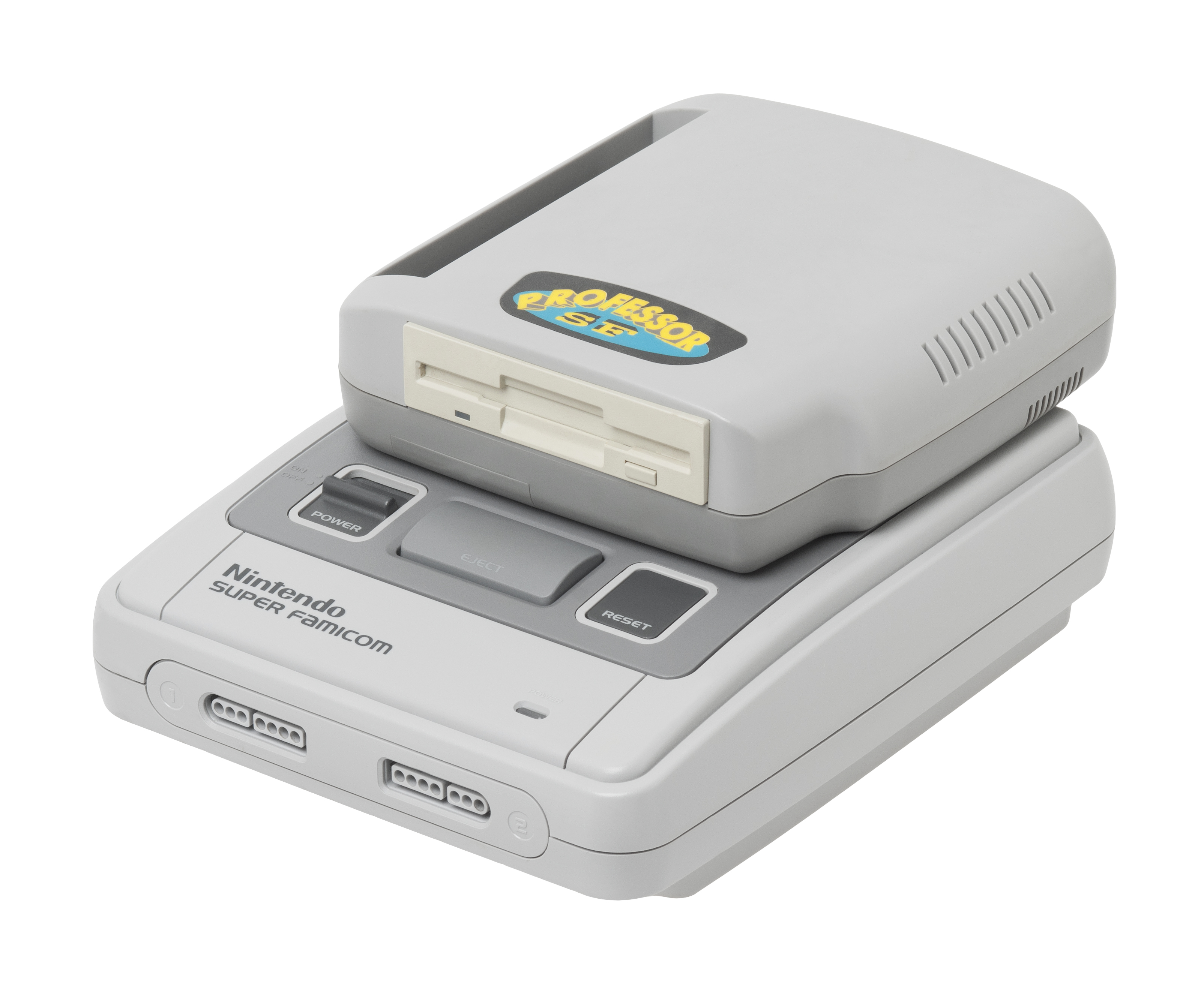
Kopierstation mit Diskettenlaufwerk auf einem Super-Famicom

Auch war es bei späteren Kopierstationen möglich, an jeder Stelle im Spiel zu speichern und auf Diskette zu schreiben. Man war also nicht mehr auf im Spiel vorgegebene Speichermöglichkeiten oder gar Passwörter angewiesen.
Es gab grundsätzlich zwei Dateiformate für die Images. Sie unterschieden sich nur dadurch, dass bei einem Format ein Header von 256 Byte vor den Daten stand und bei dem anderen nicht. Wollte man ein Image in einer anderen Kopierstation benutzen, war es erforderlich den Header zu entfernen oder zu generieren. Hierzu gab es einfache DOS-Programme, die dies erledigten.
In einem Startmenü konnte die gewünschte Funktion – wie Spiel von Diskette spielen, Diskette formatieren oder kopieren, Modul auslesen etc. – gewählt werden. Im Schacht der Kopierstation musste ein Originalmodul stecken, um dem SNES normale Betriebsbedingungen vorzugaukeln. Spiele mit Zusatzchips (z. B. Super FX) konnten mit den ersten Geräten nicht kopiert werden, da die Kopierstationen die Chips nicht emulieren konnten. Spätere Modelle konnten auf den Spezialchip eines eingesteckten Moduls zugreifen und ihn auch für kopierte Spiele nutzen, so dass dann z. B. mit einem Star-Wing-Modul alle FX1-Spiele problemlos liefen.
Die Geräte wurden nur begrenzt in Importläden angeboten und waren zum Teil nicht leicht zu beschaffen. Die Konvertierung von Imagedateien verlangte zumindest PC-Grundkenntnisse, und daher haben Kopierstationen damals außer bei Enthusiasten keine weite Verbreitung erfahren. Es gab jedoch eine größere Szene, die immer mit den neuesten Spiele-Downloads auf Mailboxen aufwarten konnte.
Die Benutzung von Kopierstationen ist durch die veraltete Technik heute wenig sinnvoll, da es schon seit geraumer Zeit wiederbeschreibbare Flash-Module gibt, die auch mehrere Spiele aufnehmen können.

### Import-Adapter
Dies ist ein Spielmodul-Adapter, mit dessen Hilfe regionale Abgrenzungen zwischen der europäischen, amerikanischen und japanischen Version des SNES umgangen werden konnten. Die Adapter wurden zwischen Spielmodul und Konsole gesteckt, wo sie den Ländercode manipulierten bzw. aufgrund der anderen Form der importierten Spielmodule erst eine Verbindung von Modul und Konsole ermöglichten.